# Richtlinie 2001/29/EG (Urheberrechtsrichtlinie)
Die Richtlinie 2001/29/EG zur Harmonisierung bestimmter Aspekte des Urheberrechts und der verwandten Schutzrechte in der Informationsgesellschaft (Urheberrechtsrichtlinie – UrhRil) setzt den WIPO-Urheberrechtsvertrag auf Ebene der Europäischen Gemeinschaft um.
Sie kann als europäische Entsprechung zum US-amerikanischen Digital Millennium Copyright Act (DMCA) gesehen werden.
Ihr Ziel ist eine Harmonisierung einiger zentraler Fragen des Urheberrechts, insbesondere des Vervielfältigungs- und Verbreitungsrechts, bei denen bis dahin starke Unterschiede in den Mitgliedstaaten herrschten.
In Deutschland wurde die Richtlinie durch das Gesetz zur Regelung des Urheberrechts in der Informationsgesellschaft vom 10. September 2003 in nationales Recht umgesetzt. Dieses änderte und ergänzte eine Reihe von Vorschriften des Urheberrechtsgesetzes und einzelne Vorschriften des Urheberrechtswahrnehmungsgesetzes, des Unterlassungsklagengesetzes sowie der Strafprozessordnung.
Um unter anderem den grenzüberschreitenden Zugang zu digitalen Inhalten für Verbraucher zu verbessern, ist eine weitere Modernisierung der bestehenden Richtlinie geplant.
Die Richtlinie wurde 2019 durch die Richtlinie (EU) 2019/790 (Urheberrecht im digitalen Binnenmarkt) weitgehend überarbeitet und teilweise ersetzt. 

## Open Source
Die Urheberrechtsrichtlinie hat auch einen Einfluss auf den Rechtsschutz von Computerprogrammen im Bereich der Open Source bzw. freien Software. Eine grafische Benutzeroberfläche kann nach der UrhRil urheberrechtlich als Werk geschützt sein, wenn sie eine eigene geistige Schöpfung ihres Urhebers darstellt.

## Rechtsprechung
Im Juni 2014 entschied der EuGH, dass Streaming von der europäischen Urheberrechtsrichtlinie ausgenommen sei, denn die dabei auf den Computer geladenen Daten seien „vorübergehend, flüchtig oder begleitend und ein integraler und wesentlicher Teil eines technischen Verfahrens“. Das bloße Betrachten urheberrechtlich geschützten Materials im Webbrowser ist demnach regelmäßig nicht rechtswidrig. Die Übertragbarkeit dieses Urteils auf Rechtsfragen des Streamings ist indes fraglich.
In seinem Urteil vom 14. Juni 2017 entschied der EuGH, dass die Bereitstellung und das Betreiben einer Online-Filesharing-Plattform wie The Pirate Bay als eine Handlung der Wiedergabe im Sinne der Richtlinie anzusehen ist und eine Urheberrechtsverletzung darstellen kann.